# NGC 49

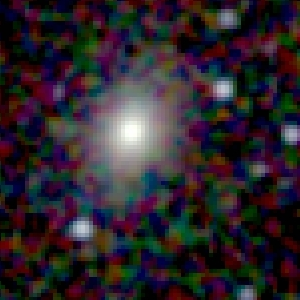
NGC 49

NGC 49是仙女座的一個透镜状星系。星等為14.1，赤經為14分22.4秒，赤緯為+48°14'50"。在1885年9月7日首次被發現。